# Neal Buckon
Neal James Buckon (ur. 3 września 1953 w Columbus) – amerykański duchowny rzymskokatolicki, biskup pomocniczy archidiecezji Wojskowej Stanów Zjednoczonych Ameryki od 2011.

## Życiorys
Święcenia kapłańskie otrzymał 25 maja 1995 i został inkardynowany do diecezji Cleveland. Po święceniach pracował jako wikariusz w South Euclid. Od 1998 pracował jako kapelan wojskowy (służył m.in. w Arabii Saudyjskiej, Iraku, Niemczech i Korei Południowej).
3 stycznia 2011 papież Benedykt XVI mianował go biskupem pomocniczym archidiecezji Wojskowej Stanów Zjednoczonych Ameryki oraz biskupem tytularnym Vissalsa. Sakry biskupiej udzielił mu 22 lutego 2011 abp Timothy Broglio.